# سنگالیا ملیفرا
سنگالیا ملیفرا (نام علمی: Acacia mellifera) نام یک گونه از سرده اقاقیا است.